# Baskerville (casa editrice)
Baskerville è una casa editrice e un centro studi italiani fondati nel 1986 a Bologna. Il suo nome riprende per omaggio quello di un tipografo, John Baskerville (1706-1775), stampatore importante e inventore del tipo di carattere che porta il suo nome.
Oltre a pubblicare libri, per lo più legati all'Università di Bologna e su temi di comunicazione, vi è anche una collezione di materiali audiovisivi, diretta da Francesco Jannuzzi e la distribuzione di testi per tablet computer.

## Collane editoriali
- BSC - Biblioteca di Scienze della Comunicazione; collana fondata nel 1993 e diretta da Mauro Wolf, docente del DAMS
- Coordinate - Strumenti di studio e di lavoro, manuali, saggi brevi; collana di manuali e saggi su temi di attualità sociologica e politica
- UNIpress - Saggi, ricerche, materiali, papers per l'università; collana plurilingue
- Collana Blu - Libri d'affezione; collana di narrativa e poesia inaugurata nel 1986, da Biglietti agli amici di Pier Vittorio Tondelli e che raccoglie inediti di autori noti o esordi letterari, oppure anche traduzioni (Georges Perec, Fernando Pessoa ecc.)
- B. art - Baskerville artbooks: arte, musica, spettacolo; collana fondata nel 2006 con libri illustrati